# Emilie Autumn
Emilie Autumn (eller Fritzges  Født  den 22. september 1979 i Malibu, Californien) er en amerikansk musiker. For øjeblikket bor hun i Chicago.
Mange kender Emilie for sin teatralske og noget specielle stil, hovedsageligt inspireret af viktoriatiden, da hun selv hævder at være en "historienørd". 
I 2003 blev Autumn opdaget af den tidligere Hole frontfigur Courtney Love, som fik henne med til Frankrig for at arbejde med sit debut soloalbum, "America's Sweetheart". Etter dette kom Emilie med i Loves turnéband The Chelsea, og optrådte sammen med Love på blandt andet The Late Show with David Letterman.

## Diskografi
- On A Day... (1997)
- By The Sword (Charity Single) (2001)
- Chambermaid EP (2001)
- Across The Sky & Other Poems (Diktbok) (2001)
- Enchant (2003)
- Your Sugar Sits Untouched (CD/Diktbok) (2005)
- Opheliac EP (2006)
- Opheliac Deluxe Edition (2006)
- Liar/Dead Is The New Alive EP (2007)
- Opheliac JewelCase (2007)
- Laced/Unlaced (2007)
- A Bit O' This & That (2007)
- Enchant re-release (2007)
- Fight Like A Girl (2012)